# Siegmund Nimsgern

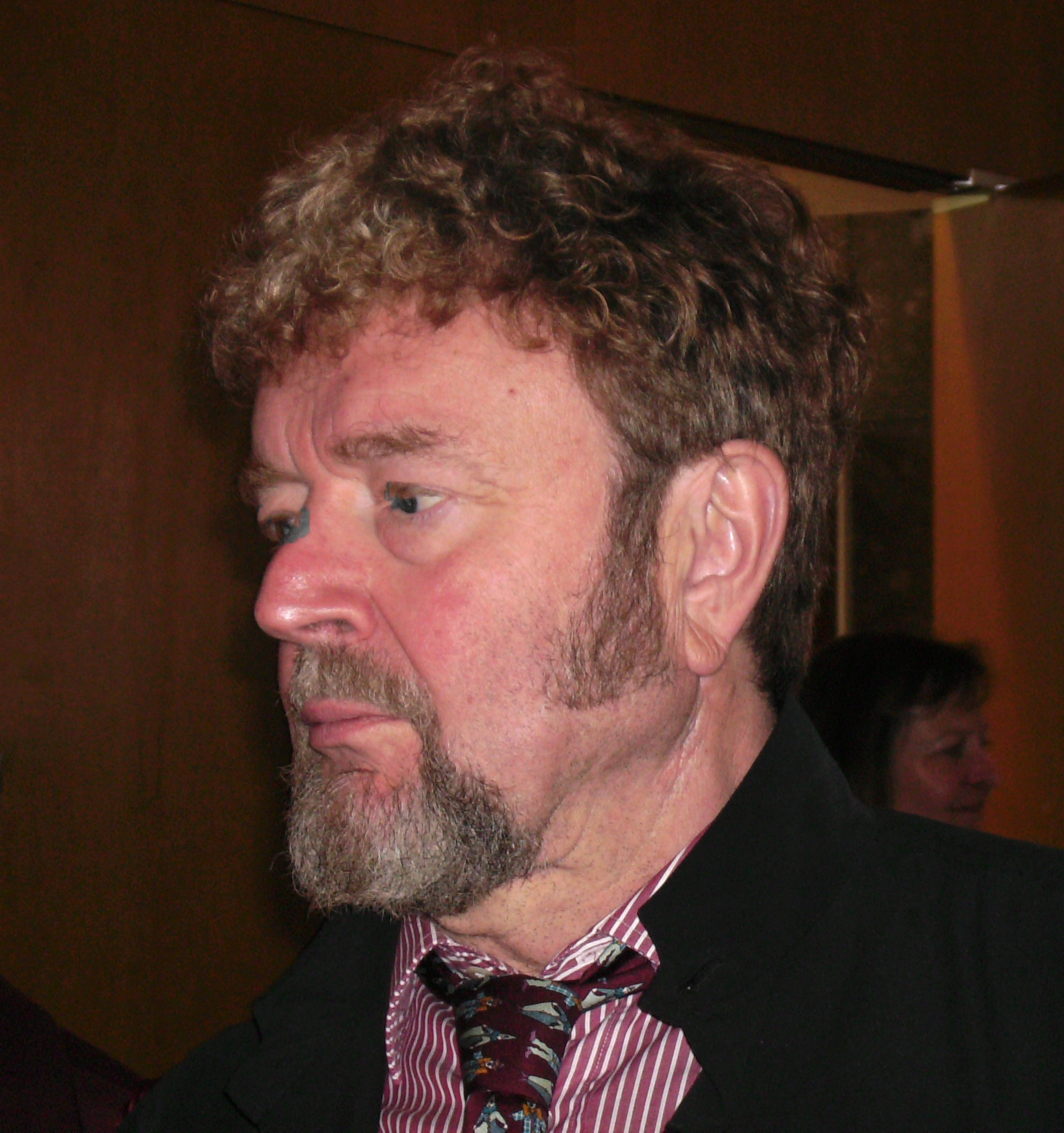
Siegmund Nimsgern

Siegmund Nimsgern (* 14. Januar 1940 in St. Wendel) ist ein deutscher Opern- und Konzertsänger (Bariton).

## Leben
Nach dem Abitur (1960) in St. Ingbert studierte Nimsgern an der Hochschule für Musik Saar Gesang und Schulmusik bei den Professoren Sibylle Fuchs, Jakob Stämpfli und Paul Lohmann.
Nimsgern gab sein Debüt am Saarländischen Staatstheater im Jahr 1967. 1971 wechselte er nach Düsseldorf und Duisburg zur Deutschen Oper am Rhein; von dort startete er seine internationale Operntätigkeit. 
Er wirkte als Bariton u. a. an der Mailänder Scala, in der Covent Garden Opera (London), an der Metropolitan Opera New York, der Opéra de Paris oder der Wiener Staatsoper. 1983–1986 sang er in Bayreuth den Wotan in der von Georg Solti, Peter Schneider und Peter Hall verantworteten Produktion des Rings des Nibelungen. 
Er hatte mehrere Gastprofessuren inne, u. a. am Mozarteum Salzburg (1997–98). Darüber hinaus war er Professor an der Hochschule des Saarlandes für Musik und Theater.
Nimsgerns Diskografie weist eine große Zahl von Aufzeichnungen bei verschiedenen Tonträgerunternehmen auf; ein Schwerpunkt seines Repertoires liegt auf Werken von Johann Sebastian Bach.
Er lebt mit seiner Familie im saarländischen St. Ingbert. Sein Sohn ist der Musical-Komponist Frank Nimsgern.

### Aufnahmen (Auswahl)
- Bela Bartok: Herzog Blaubarts Burg (Blaubart), BBC Symphony Orchestra, Dirigent: Colin Davis, 1999
- Johann Sebastian Bach: H-Moll Messe, Bach Collegium Stuttgart, Dirigent: Helmut Rilling, 1977
- Johann Sebastian Bach: Weihnachtsoratorium, Concertus Musicus Wien, Dirigent: Nikoaus Harnoncourt, 1973
- Ludwig van Beethoven: Fidelio (Don Pizarr), Gewandhausorchester Leipzig, Dirigent: Kurt Masur, 1991
- Maurice Duruflé: Requiem, New Philharmonia Orchestra, Dirigent: Andrew Davis, 1986
- Friedrich von Flotow: Martha (Lord Tristan Midleford), Münchner Rundfunkorchester, Dirigent: Hans Wallberg, 1977
- Christoph Willibald Gluck: Alceste (Hercules), Symphonyorchester des Bayerischen Rundfunks, Dirigent: Serge Baudo, 1982
- Joseph Haydn: Die Schöpfung, Chicago Symphony Orchestra, Dirigent: Georg Solti, 1982
- Paul Hindemith: Cardiallac (Cardillac), Radio Symphonyorchester Berlin, Dirigent: Gerd Albrecht, 1988
- Wolfgang Amadeus Mozart: Le Nozze die Figaro, Symphonyorchester des Bayerischen Rundfunks, Dirigent: Colin Davis, 1994
- Wolfgang Amadeus Mozart: Requiem, Bach Collegium Stuttgart, Dirigent: Helmut Rilling, 1979
- Franz Schreker: Der Ferne Klang (Dr. Vigelius), Radio-Symphony Orchester Berlin, Dirigent: Gerd Albrecht, 1991
- Franz Schubert: Die Winterreise, mit Hans Georg Pflüger (Klavier), 2002
- Richard Wagner: Lohengrin (Friedrich von Telramund), Wiener Philharmoniker, Dirigent: Georg Solti, 1990
- Richard Strauss: Arabella (Mandryka), RAI Orchester, Dirigent: Wolfgang Rennert, 1973
- Richard Wagner: Lohengrin (Friedrich von Telramund), Berliner Philharmoniker, Dirigent: Herbert von Karajan, 1986
- Richard Wagner: Parsifal (Klingsor), Berliner Philharmoniker, Dirigent: Herbert von Karajan, 1981
- Richard Wagner: Das Rheingold (Alberich), Staatskapelle Dresden, Dirigent: Marek Janowski, 1980
- Richard Wagner: Siegfried (Alberich), Staatskapelle Dresden, Dirigent: Marek Janowski, 1982
- Richard Wagner: Götterdämmerung (Alberich), Staatskapelle Dresden, Dirigent: Marek Janowski, 1982

## Auszeichnungen und Preise
- 1965: Deutscher Hochschulwettbewerb (Köln), 1. Preisträger
- 1965: Vocalisten Concours ('s-Hertogenbosch), 1. Preisträger
- 1967: Mendelssohn-Wettbewerb (Berlin), 1. Preisträger
- 1982: Kunstpreis der Stadt Saarbrücken
- 1985: Französischer Staatspreis für „Lohengrin“ (Dirigent: Herbert von Karajan)
- 1986: Ehrenmitgliedschaft im Richard-Wagner-Verband Saar
- 1989: Grammy Award für „Lohengrin“ (Dirigent: Georg Solti)
- 2004: Kunstpreis des Saarlandes (Musik), wichtigster saarländischer Kulturpreis
- 2005: Ehrenamtlicher UNICEF-Repräsentant von Saarbrücken

## Werke
- Nimsgern, Siegmund: Erinnerungen an Hans Simon. Vortrag (9. Dezember 1992, Stadthalle St. Ingbert). St. Ingbert: Dengmerter Heimat-Verl., 1998
- Nimsgern, Siegmund: Kinderwelt. Gedichte für Kinder jeglichen Alters. St. Ingbert: wassermann-Verl, 2005. 154 S. ISBN 3-928030-07-8
- Nimsgern, Siegmund: Rampenfieber. Stimmlippenbekenntnisse. Ill.: Elisabeth Strahler. St. Ingbert: Wassermann-Verl., 2007. 200 S. ISBN 978-3-928030-65-6
- Nimsgern, Siegmund: Biografie Hans Simon. 2007